# Ordinariat militar d'Alemanya

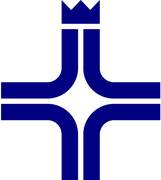
Escut de l'Ordinariat militar

L'Ordinariat militar d'Alemanya (alemany: Deutsches Militärordinariat) és un ordinariat militar de l'Església Catòlica per a Alemanya. Actualment està regit pel bisbe Franz-Josef Overbeck.

## Història
El vicariat castrense va ser erigit pel regne de Prússia el 1868, però va ser suprimit al final de la Primera Guerra Mundial.
Va ser novament restablert el 20 de juliol de 1933, però al final de la Segona Guerra Mundial l'exèrcit alemany va ser desmantellat i l'ordinariat tornà a ser suprimit.
Va ser novament restablert el 1956, quan el nou exèrcit de la República Federal Alemanya, el Bundeswehr, va ser restablert.
El 21 de juliol de 1986 el vicariat castrense va ser elevat a ordinariat militar, mitjançant la butlla Spirituali militum curae del Papa Joan Pau II.
L'ordinariat té la seu a Berlín, on es troba la catedral de Sant Joan Baptista.

## Cronologia episcopal
- Franz Adolf Namszanowski † (22 de maig de 1868 - 28 de maig de 1872 renuncià)
- Johann Baptist Assmann † (1 de juny de 1888 - 27 de maig de 1903 mort)
- Heinrich Vollmar † (9 de novembre de 1903 - 1913 renuncià)
- Heinrich Joeppen † (1 d'octubre de 1913 - 1 de maig de 1920 renuncià)
- Franz Justus Rarkowski, S.M. † (7 de gener de 1938 - 1 de febrer de 1945 renuncià)
- Joseph Wendel † (4 de febrer de 1956 - 31 de desembre de 1960 mort)
- Franz Hengsbach † (10 d'octubre de 1961 - 22 de maig de 1978 renuncià)
- Elmar Maria Kredel † (22 de maig de 1978 - 30 de novembre de 1990 renuncià)
- Johannes Dyba † (30 de novembre de 1990 - 23 de juliol de 2000 mort)
- Walter Mixa (31 d'agost de 2000 - 8 de maig de 2010 renuncià)
- Franz-Josef Overbeck, des del 24 de febrer de 2011

## Estadístiques
| any  | població | població | població | sacerdots | sacerdots       | sacerdots       | sacerdots             |
| any  | batejats | total    | %        | total     | clergat secular | clergat regular | batejats por sacerdot |
| ---- | -------- | -------- | -------- | --------- | --------------- | --------------- | --------------------- |
| 1999 | 69       | 63       | 6        |           | 6               |                 |                       |
| 2000 | 83       | 79       | 4        |           | 4               |                 |                       |
| 2001 | 82       | 77       | 5        |           | 5               |                 |                       |
| 2002 | 80       | 77       | 3        |           | 3               |                 |                       |
| 2003 | 78       | 71       | 7        |           | 7               |                 | 97                    |
| 2004 | 73       | 67       | 6        |           | 6               |                 | 97                    |
| 2013 | 67       | 63       | 4        |           | 4               |                 | 91                    |